# Arthur Miller
Arthur Asher Miller (Nova York, EUA, 17 d'octubre de 1915 - Roxbury, Connecticut, 10 de febrer de 2005) fou un dramaturg, escriptor i guionista estatunidenc. Miller ha estat reconegut com un dels més influents i populars dramaturgs del segle xx, juntament amb Tennessee Williams. La seva obra va posar en dubte el somni americà, reflectint sovint la frustració i la fragilitat d'aquest, a través de personatges que lluitaven amb les seves esperances, desenganys i conflictes interns, alhora que servia com un vehicle per a la crítica social i política.

## Biografia
Miller va néixer en una família d'origen polonès que va patir les conseqüències de la crisi del 1929, una experiència que va influir profundament en el seu treball.  El seu pare, Isadore, posseïa una pròspera empresa tèxtil, cosa que va permetre a la família viure a l'illa de Manhattan, al costat de Central Park. No obstant això, la Gran Depressió va acabar amb l'empresa familiar, per la qual cosa la família va haver de mudar-se a un modest apartament de Brooklyn. Aquest apartament li serviria posteriorment com a model de l'habitatge del protagonista de Mort d'un viatjant.
Acabat el batxillerat, va treballar en un magatzem de recanvis per a automòbils per a poder pagar-se la universitat. Va estudiar periodisme a la Universitat de Michigan, en la qual va rebre el primer dels premis de la seva vida, el Premi Avery Hopwood. Després de la seva graduació l'any 1938, es va traslladar de nou a Nova York, on es va guanyar la vida escrivint guions radiofònics.
El 1987 va publicar la seva autobiografia, en la qual reflexionava sobre les dificultats i les contradiccions de la seva vida i carrera.

## Debut a Broadway
Als 28 anys, va estrenar la seva primera obra a Broadway, la comèdia Un home amb molta sort, que només va estar en el cartell quatre representacions. El 1947, estrena Tots eren els meus fills. Amb aquesta obra, que va romandre en cartellera durant gairebé un any, va rebre el 1948 el Premi de la Crítica atorgat pel Cercle de Crítics de Teatre de Nova York. En aquesta obra denuncia el cinisme de les empreses d'armaments.
Ja des dels seus primers títols, deixa entreveure el que seria l'element fonamental de tota la seva obra: la crítica social, que denuncia els valors conservadors que començaven a assentar-se en la societat dels Estats Units. La seva consagració definitiva es produeix el 1949, amb La mort d'un viatjant, en la qual denuncia el caràcter il·lusori del "somni americà". En aquesta tragèdia, el seu protagonista, Willy Loman, un viatjant de comerç (venedor) que creia en el "somni americà", oculta als seus afins els seus fracassos en la seva ocupació i, després de ser acomiadat, s'estavella amb el seu cotxe perquè la seva família pogués cobrar la seva assegurança de vida i el seu fill tingués una vida millor que la seva. El 1988, Miller declararia: Mai vaig imaginar que adquirís les proporcions que ha tingut. Era una obra literal sobre un venedor, però després es va convertir en un mite, no sols aquí, sinó en moltes altres parts del món. L'obra va ser guardonada amb el Premi Pulitzer, amb tres Premis Tony i de nou amb el de la Crítica de Nova York.

## Caça de bruixes
Durant la Guerra Freda, va ser un dels autors que va expressar la seva oposició a la política imperialista dels Estats Units. Va ser citat pel Comitè d'Activitats Antiamericanes per la seva postura política, especialment després de l'estrena de Les bruixes de Salem (1953), una obra que criticava el fanatisme i la superstició.
Va ser víctima de la caça de bruixes. Acusat de simpaties comunistes pel director de cinema Elia Kazan, amb qui havia col·laborat prèviament, va refusar revelar els noms dels components d'un cercle literari sospitós de tenir vincles amb el Partit Comunista davant la Comissió d'Activitats Antiamericanes, el 1956, acollint-se a la protecció constitucional. A pesar de les pressions que va sofrir (li va ser retirat el passaport, i no pogué viatjar a Brussel·les per assistir a l'estrena d'una de les seves obres), Miller no va donar cap nom, declarant que, encara que havia assistit a reunions el 1947 i signat uns quants manifestos, no era comunista. El maig de 1957, se'l declarà culpable de desacatament al Congrés per haver-se negat a revelar noms de suposats comunistes; no obstant això, l'agost de 1958, el Tribunal d'Apel·lació dels Estats Units anul·là la sentència, de manera que no hagué d'ingressar a la presó.
L'atmosfera d'aquell temps es va plasmar a Les bruixes de Salem (The Crucible, 1953). En aquesta obra, se serveix d'un esdeveniment real del segle xvii per a atacar la caça de bruixes dirigida pel senador McCarthy, de la qual ell mateix va ser víctima. El 1955 va publicar dues obres, Record de dos dilluns i Panorama des del pont, duta aquesta última amb èxit al cinema i al teatre, i amb la qual va obtenir el seu segon premi Pulitzer.
El 29 de juny de 1956, es casà amb l'actriu Marilyn Monroe, matrimoni que duraria quatre anys i mig. El 1961, escriu el guió de Vides rebels (The Misfits), escrit per a la seva dona, Marilyn Monroe, i duta al cinema per John Huston, comptant a més amb Montgomery Clift i Clark Gable com a protagonistes. Aquesta seria l'última pel·lícula de Marilyn i Gable, morts ambdós poc després.

## Últimes obres
El 1964, Miller va reflectir els cinc turmentats anys de relació amb Marilyn en la controvertida Després de la caiguda, amb el caràcter autodestructiu de la protagonista, Maggie. Altres obres seves són Incident a Vichy (1964), El preu (1968), el seu últim èxit de crítica i públic, i La creació del món (1972). Els setanta són el començament d'una etapa de foscor, en la qual va ser etiquetat d'antiquat o moralista. No sortirà del seu relatiu ostracisme fins al 1994, amb l'èxit de Cristalls trencats. Durant aquesta etapa de foscor, Miller viatja per tot el món, i és aclamat com un clàssic viu, però troba en el seu país cada vegada més dificultats per a estrenar.
Com a escriptor, obté el seu major èxit amb la publicació el 1987 de la seva autobiografia A voltes al temps. El 1998, escriu Les connexions del senyor Peter i el 2000 torna a estrenar a Broadway El descens del mont Morgan, escrita el 1991 i per a la qual va trigar deu anys a trobar una producció adequada.
L'any 2002, fou guardonat amb el Premi Príncep d'Astúries de les Lletres com a mestre indiscutible del drama contemporani que, amb independència d'esperit i notable sentit crític, ha assolit transmetre des de l'escena les inquietuds, els conflictes i les aspiracions de la societat actual, renovant així la permanent lliçó humanística del millor teatre.

## Activisme polític
Miller també és conegut pel seu intens activisme polític i social. Va arremetre contra la deshumanització de la vida estatunidenca; es va aproximar al marxisme, criticant-lo més tard; es va oposar activament a la caça de bruixes de McCarthy i va denunciar la intervenció dels Estats Units a Corea i Vietnam.
Va ser delegat en la convenció del Partit Demòcrata dels Estats Units de 1968, però va acabar en una posició escèptica respecte de la política.

## Vida personal

### Matrimonis i família

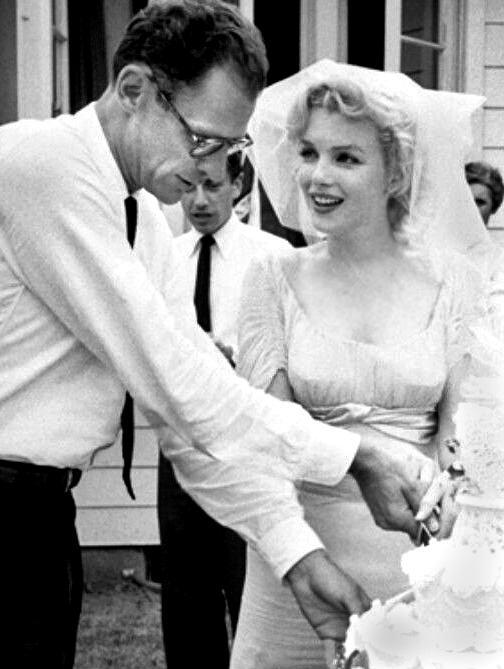
Miller i Marilyn Monroe es casen al comtat de Westchester, Nova York, juny de 1956

El juny de 1956, Miller va deixar la seva primera dona, Mary Slattery, amb qui s'havia casat el 1940, i es va casar amb l'estrella de cinema Marilyn Monroe. Es van conèixer el 1951, van tenir una breu relació i van romandre en contacte. Monroe acabava de fer 30 anys quan es van casar; mai va tenir una família pròpia i estava ansiosa per unir-se a la família del seu nou marit.
Monroe va començar a reconsiderar la seva carrera i el fet que intentar gestionar-la la va fer sentir indefensa. Ella va admetre a Miller: «Odio Hollywood. No ho vull més. Vull viure tranquil·lament al país i ser-hi quan em necessitis. Ja no puc lluitar per mi mateixa». Monroe es va convertir al judaisme per expressar la seva lleialtat i apropar-se tant a Miller com als seus pares, escriu el biògraf Jeffrey Meyers. Ella li va dir a la seva amiga íntima, Susan Strasberg: «Em puc identificar amb els jueus. Tothom està sempre buscant-los, facin el que facin, com jo». Poc després que Monroe es convertís, Egipte va prohibir totes les seves pel·lícules. Allunyat de Hollywood i de la cultura de la celebritat, la vida de Monroe es va fer més normal; va començar a cuinar, a fer-se càrrec de la casa ia donar-li més atenció i afecte a Miller del que havia estat acostumat.
Més tard aquell mateix any, Miller va ser citat pel Comitè d'Activitats Antiamericanes de la Cambra, i Monroe el va acompanyar. A les seves notes personals, va escriure sobre les seves preocupacions durant aquest període:
| « | Estic molt preocupat per protegir l'Arthur. L'estimo —i és l'única persona— ésser humà que he sabut mai que podria estimar no només com un home pel qual m'atreu pràcticament fora del meu sentit, sinó que és l'única persona, com un altre ésser humà que Confio tant com en mi mateix... | » |

Monroe va obtenir un divorci mexicà de Miller el gener de 1961.
La seva experiència amb l'actriu va influir en la seva obra Tras la caiguda (1964). A més de la seva carrera teatral, Miller va escriure guions per a cinema, incloent-hi Vides rebels (1961), una pel·lícula protagonitzada per Monroe.
El febrer de 1962, Miller es va casar amb la fotògrafa Inge Morath, que havia treballat com a fotògrafa documentant la producció de The Misfits. La primera dels seus dos fills, Rebecca, va néixer el 15 de setembre de 1962. El seu fill Daniel va néixer amb síndrome de Down el novembre de 1966. En contra dels desitjos de la seva dona, Miller el va fer institucionalitzar, primer a una llar per a nadons a la ciutat de Nova York, després a la Southbury Training School de Connecticut. Tot i que Morath visitava a Daniel sovint, Miller mai el va visitar a l'escola i poques vegades parlava d'ell. Miller i Inge van romandre junts fins a la seva mort el 2002. Es diu que el gendre de Miller, l'actor Daniel Day-Lewis, va visitar a Daniel amb freqüència i va persuadir a Miller de reunir-se amb ell.

### Mort
Miller va morir la nit del 10 de febrer de 2005 (el 56è aniversari del debut a Broadway de Death of a Salesman) als 89 anys de càncer de bufeta i insuficiència cardíaca, a la seva casa de Roxbury, Connecticut. Havia estat a l'apartament de la seva germana a Nova York des que va sortir de l'hospital el mes anterior. Estava envoltat de la seva companya (la pintora Agnes Barley), la família i els amics. El seu cos va ser enterrat al cementiri del centre de Roxbury.
Poques hores després de la mort del seu pare, Rebecca Miller, que s'havia oposat constantment a la relació amb Barley, li va ordenar que abandonés la casa que compartia amb Arthur.

## Llegat
La carrera d'escriptor de Miller va durar més de set dècades i, en el moment de la seva mort, era considerat un dels principals dramaturgs del segle xx. Després de la seva mort, molts actors, directors i productors respectats li van retre homenatge, alguns el van anomenar l'últim gran practicant de l'escenari estatunidenc, i els teatres de Broadway van enfosquir les seves llums en una mostra de respecte. L'alma mater de Miller, la Universitat de Michigan, va obrir l'Arthur Miller Theatre el març de 2007. Per la seva voluntat expressa, és l'únic teatre del món que porta el seu nom.
Les cartes, notes, esborranys i altres documents de Miller es troben al Centre de Recerca en Humanitats Harry Ransom de la Universitat de Texas a Austin.
Miller també és membre de l’American Theatre Hall of Fame. Va ser incorporat el 1979.
L'any 1993 va rebre el Premi Four Freedoms for Freedom of Speech.
El 2017, la seva filla, Rebecca Miller, escriptora i cineasta, va completar un documental sobre la vida del seu pare, Arthur Miller: Writer.
El planeta menor 3769 Arthurmiller porta el seu nom.
A la pel·lícula de Netflix Blonde del 2022, Miller va ser interpretat per Adrien Brody.
La seva obra va deixar una empremta profunda en el teatre mundial i va influir en autors de diversos països, incloent-hi escriptores i escriptors catalans.

## Obra
Teatre
- 1935. Honors at Dawn
- 1937. No Villain: They Too Arise
- 1940. The Golden Years
- 1944. The Man Who Had All the Luck
- 1947. All My Sons: amb aquesta obra, va inspirar la creació del grup Twenty One Pilots ('Tots eren fills meus')
- 1949. La mort d'un viatjant
- 1953. Les bruixes de Salem
- 1955. A Memory of Two Mondays
- 1955. Panorama des del pont
- 1964. After the Fall
- 1965. Incident at Vichy
- 1968. The Price
- 1972. The Creation of the World and Other Business
- 1977. The Archbishop's Ceiling
- 1981. The American Clock
- 1982. Elegy For a Lady
- 1982. Some Kind of Love Story
- 1986. Danger: Memory!: Two Plays, (I Can't Remember Anything et Clara)
- 1991. The Ride Down Mt. Morgan
- 1993. The Last Yankee
- 1994. Broken Glass
- 1998. Mr. Peters' Connections
- 2000. The Ryan Interview
- 2004. Resurrection Blues
- 2004. Finishing the Picture

## Traduccions i estrenes en català
- 1965, 8 agost. Del pont estant. Traducció de Jordi Arbonès. Estrenada pel quadre escènic del Casal de Catalunya a Buenos Aires, Argentina.
- 1999. Tots eren fills meus. Traducció de Quim Monzó. Direcció de Ferran Madico. Estrenada al Teatre Romea de Barcelona.
- 2006, 3 febrer. Panorama des del pont. Traducció de l'anglès de Joan Sellent. Intèrprets: Andreu Benito, Toni Sevilla, Carlota Olcina, Pepa López, Òscar Rabadan, Albert Ausellé, Domènec de Guzman, Àlvar Triay, Pep Muñoz i Marc Homs. Escenografia: Rafel Lladó. Vestuari: Cèsar Olivar. Il·luminació: Maria Domènech. Direcció: Rafel Duran. Estrenada a la Sala Petita del Teatre Nacional de Catalunya.
- 2009, 30 gener. Mort d'un viatjant. Traducció d'Eduardo Mendoza. Direcció de Mario Gas. Amb Jordi Boixaderas de protagonista. Representada a la Sala Fabià Puigserver del Teatre Lliure de Barcelona.
- 2016, 2 febrer. Panorama des del pont. Traducció de l'anglès de Joan Sellent. Intèrprets: Eduard Fernández, Jordi Martínez, Mercè Pons, Marina Salas, Marcel Borràs, Pep Ambrós, Rafa Cruz i Sergi Vallès. Direcció: Georges Lavaudant. Estrenada al Teatre Romea de Barcelona.

## Adaptacions al cinema
Després d'haver estat perseguit al seu país per comunista, Arthur Miller va decidir portar The Crucible al cinema. Juntament amb Jean-Paul Sartre, va escriure'n el guió, i la va dirigir Raymond Rouleau. S'estrenaria a França el 1957 amb el nom de Les Sorcières de Salem (Les bruixes de Salem). Molts anys després, va tornar-la a portar al cinema per segon cop, fent-ne també el guió, el 1996. Aquest cop va poder fer The Crucible (El gresol) als EUA, i fou dirigida per Nicholas Hytner.
També va adaptar pel cinema l'obra Death of a Salesman (Mort d'un viatjant) el 1966. El 1992, va ser el torn de The golden years (Els anys daurats).
Com a guionista, també són nombroses les seves intervencions en el món del cinema.